# Porphyrio
Porphyrio és un gènere d'ocells de la família dels ràl·lids (Rallidae) que habita zones humides de gairebé tot el món.

## Taxonomia
Segons la classificació de l'IOC versió 13.2, 2023
el gènere Porphyrio conté 12 espècies:
- Porphyrio alleni - polla blava d'Allen.
- Porphyrio martinica - polla blava americana.
- Porphyrio flavirostris - polla blava becgroga.
- Porphyrio porphyrio - polla blava occidental.
- Porphyrio madagascariensis - polla blava africana.
- Porphyrio poliocephalus - polla blava capgrís.
- Porphyrio indicus - polla blava dorsinegra.
- Porphyrio pulverulentus - polla blava de les Filipines.
- Porphyrio melanotus - polla blava australasiana.
- Porphyrio albus † - polla blanca.
- Porphyrio mantelli † - takahé de l'illa del Nord.
- Porphyrio hochstetteri - takahé de l'illa del Sud.

Altres autors consideren que les sis primeres espècies formen en realitat una única, amb diverses subespècies:
- Porphyrio porphyrio (sensu stricto) – polla blava comuna.

També poden incloure algunes espècies extintes en època històrica:
- Porphyrio paepae † - polla blava de les Marqueses.
- Porphyrio kukwiedei † - polla blava de Nova Caledònia.
- Porphyrio caerulescens † - polla blava de la Reunió.